# Fily Dabo Sissoko
Fily Dabo Sissoko (* 15. Mai 1900 in Horokoto (Kreis Bafoulabé), Mali; † 30. Juni 1964 in Kidal, Mali) war ein Schriftsteller und Politiker aus dem westafrikanischen Staat Mali. Er gehörte zu den Kämpfern für die Unabhängigkeit Malis in den 1940er und 1950er Jahren und gilt gleichzeitig als Vater der französischsprachigen malischen Literatur.

## Leben und Werk
Sissoko wurde im Malinké-Land im Südwesten des heutigen Mali geboren. Seine Mutter, Darama-Dialla Dabo, besaß hohes Ansehen und galt als von Allah erwählte Familienmutter. Sein Vater, Sirinam Sissoko, war wie zahlreiche seiner Vorfahren Oberhaupt aller Malinké in der Niamba. Sissoko durchlief das damalige koloniale Schulsystem, dessen Ziel es war, Personal für die lokale koloniale Administration heranzubilden. Er besuchte die Grundschule in Bafoulabé und lernte später in Kayes, an der École normale William Ponty in Saint-Louis und auf Gorée sowie in Ouagadougou. Bereits in sehr jungen Jahren verfasste er Essays zur Lage der Kinder und über den Totemismus. Im Jahr 1933 übernahm er das Amt seines Vaters als Vorsteher eines Kantons. Sein Engagement für Frankreich im Zweiten Weltkrieg brachte ihm eine Medaille der Résistance ein.
Nach 1945 wurde er Abgeordneter für Sudan und Niger in der Nationalversammlung, wo er in der Kommission für Arbeit und soziale Sicherheit und ab 1946 wiederholt in der Kommission für Übersee-Territorien wirkte. In diesen Funktionen setzte er sich besonders für die Abschaffung von Ungleichheiten zwischen Bürgern Kontinentalfrankreichs und seinen Kolonien ein. Ab 1946 war er Vorsitzender des Parti Soudanais Progressiste, die das Wohlwollen der französischen Regierung eher besaß als die Union Soudanaise. Im Jahre 1948 war er kurzzeitig Unterstaatssekretär für Handel und Industrie in der Regierung von Robert Schuman. In seinen Auftritten vor der Nationalversammlung argumentierte er für eine reformierte französische Union und die Zusammenarbeit aller Völker. Gleichzeitig stand er auch für die wachsende Unsicherheit der Verfechter der französischen Union angesichts des beginnenden Prozesses der europäischen Einigung.
Als im Jahr 1962 Mali unter Modibo Keïta und seiner US-RDA unabhängig wurde, ging Sissoko in Opposition. Er wurde verhaftet und wegen angeblicher Konspiration gegen die Regierung zum Tode verurteilt. Nachdem die Todesstrafe in lebenslange Haft umgewandelt worden war, kam er 1964 in Malis abgelegenen Norden unter zweifelhaften Umständen ums Leben, gleich wie zahlreiche andere einflussreiche Intellektuelle.
Als Mitglied des wissenschaftlichen Rates des Institut français d’Afrique noire veröffentlichte Sissoko selbst aus dem Gefängnis zahlreiche Artikel, Romane und Gedichte. Dazu gehören vier Gedichtbände, politische Aufsätze, ethnographische Darstellungen und eine Sammlung von Sprichwörtern der Malinké. Die Veröffentlichung des Romans La passion de Djimé wird häufig als Wendepunkt in seinem Schaffen weg von ethnografisch orientierter Literatur hin zu künstlerischer Kreativität gesehen. Wichtig für das Schaffen von Sissoko war immer seine ausdrückliche Teilnahme an den kulturellen und religiösen Traditionen seiner Vorfahren.

## Werke
- 1936: La Politesse et la civilité des Noirs (Aufsatz veröffentlicht im Bulletin de la recherche du Soudan)
- 1950: Les Noirs et la culture : Introduction aux problèmes de l’évolution des peuples noirs (Aufsatz veröffentlicht in New York)
- 1953: Crayons et portraits (Gedichte, Mulhouse, Imprimerie Union)
- 1953: Harmakhis, poèmes du terroir africain (Paris, Éditions de la Tour du Guet)
- 1955: Sagesse noire, sentences et poèmes malinkés (Paris, Éditions de la Tour du Guet)
- 1955: La passion de Djimé (Roman Paris, Éditions de la Tour du Guet)
- 1957: Coup de sagaie, controverse sur l’Union française (Aufsatz, Paris, Éditions La Tour du Guet)
- 1959: Une page est tournée (Aufsatz, Dakar, Diop)
- 1962: La savane rouge (Avignon, Presses universelles)
- 1963: Poèmes de l’Afrique noire (Gedichtsammlung, Paris, Éditions Debresse)
- 1970: Les Jeux de destin (Gedichte, Paris, Éditions Jean Grassin)
- 1970: Au-dessus des nuages de Madagascar au Kenya (Gedichte, Paris, Éditions Jean Grassin)